# Melanagromyza livida
Melanagromyza livida este o specie de muște din genul Melanagromyza, familia Agromyzidae, descrisă de Spencer în anul 1985.
Este endemică în Kenya. Conform Catalogue of Life specia Melanagromyza livida nu are subspecii cunoscute.